# Archäologischer Arbeitskreis Niedersachsen

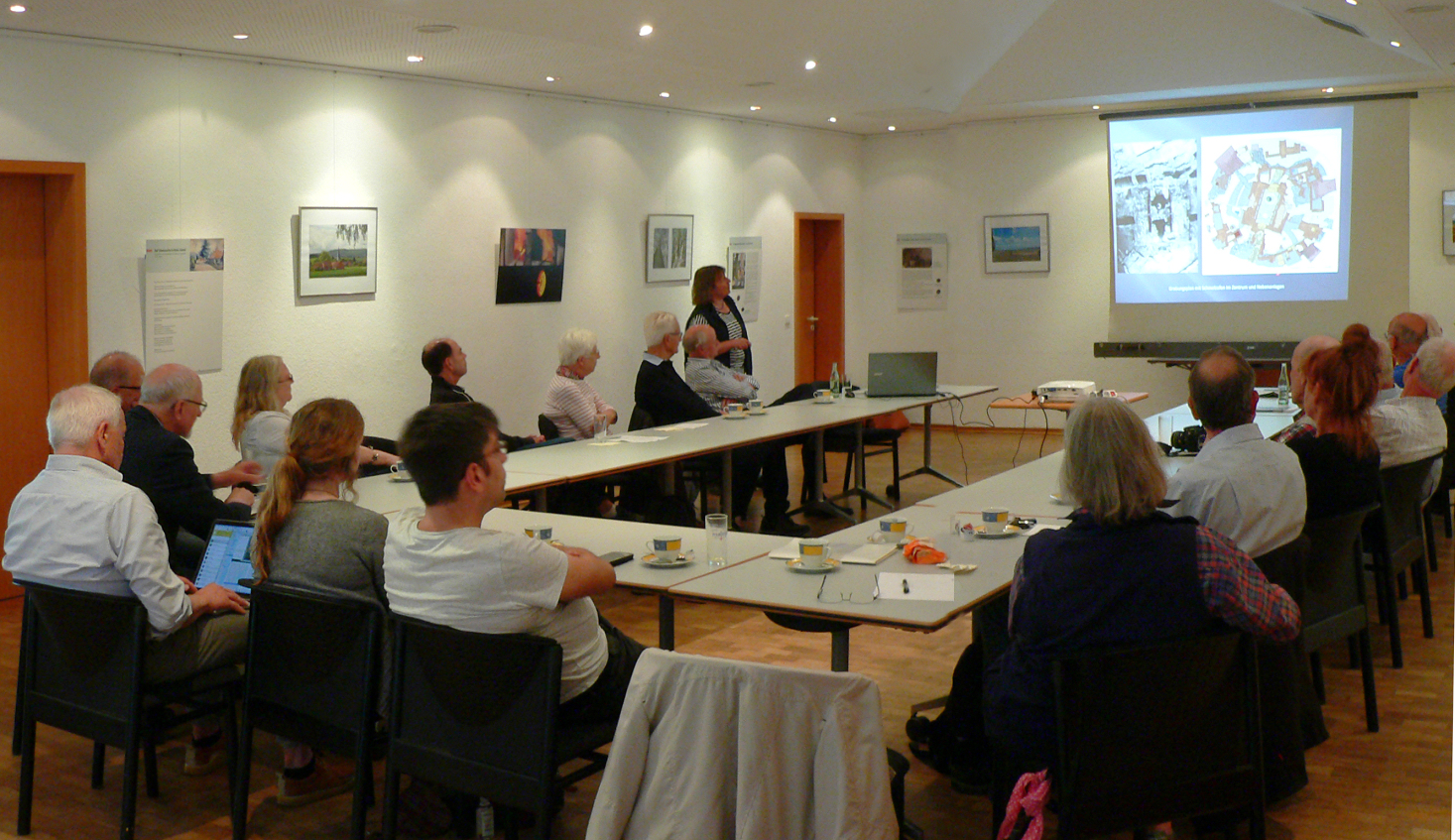
Vortrag bei einer Exkursion des Archäologischen Arbeitskreises Niedersachsen in Bad Münder am Deister, 2019

Der Archäologische Arbeitskreis Niedersachsen (ArchAN) ist ein 2007 gegründeter Zusammenschluss von archäologischen Gruppen und Arbeitsgemeinschaften in Niedersachsen. Als Mitglieder gehören dem ArchAN derzeit (2014) rund 30 Vereine und Gruppen an. Der Arbeitskreis ist der Fachgruppe Archäologie im Niedersächsischen Heimatbund angegliedert.

## Zweck
Der Archäologische Arbeitskreis Niedersachsen dient der Kooperation und Vernetzung ehrenamtlicher archäologischer Arbeit. Es handelt sich sozusagen um eine Interessenvertretung der „Hobby-Archäologen“. Der Arbeitskreis unterstützt in Niedersachsen und angrenzenden Bundesländern archäologische Gruppen und Arbeitsgemeinschaften. Ebenso fördert er die ehrenamtlichen Beauftragten der archäologischen Denkmalpflege in Niedersachsen. Zu den Zielen des Arbeitskreises zählen Erfahrungsaustausch, landesweite Bündelung archäologischer Interessengruppen, Durchführung regelmäßiger Treffen, Projekte (wie Fortbildungen, Fachtagungen) und die politische Einflussnahme über den Niedersächsischen Heimatbund.

## Leitung
Die Leitung des Arbeitskreises besteht aus einem fünfköpfigen und für drei Jahre gewählten Sprecherrat, der die Tätigkeit des ArchAN konzeptionell weiter entwickelt. Der letzte Sprecherrat wurde am 20. September 2014 bei der 12. Mitgliederversammlung in Marienmünster für drei Jahre gewählt. Seit 2017 ist nicht bekannt, wer dem Sprecherrat angehört.

## Zugehörige Gruppen
Neben etwa 15 ehrenamtlichen Beauftragten für Denkmalpflege sind derzeit (2014) rund 30 Vereine und Gruppen, vorwiegend aus Niedersachsen, Mitglied des Archäologischen Arbeitskreises Niedersachsen.